# (79912) Terrell
(79912) Terrell (1999 CC3) – planetoida z pasa głównego asteroid okrążająca Słońce w ciągu 4,38 lat w średniej odległości 2,68 j.a. Odkryta 10 lutego 1999 roku.